# Cmentarz Sobínski
Cmentarz Sobínski (czes. Sobínský hřbitov) – cmentarz położony w stolicy Czech w dzielnicy Sobín. Praga 5 (Zličín) przy ulicy Hostivická. 

## Historia
Po wyczerpaniu się miejsc grzebalnych na starym Cmentarzu Hostivařskim, na którym grzebano zmarłych mieszkańców Sobín pojęto decyzję o założeniu dwóch nowych nekropolii. Jeden cmentarz miał być miejscem spoczynku mieszkańców Litovic i Jenečka, natomiast na drugim byliby grzebani mieszkańcy Sobín. W marcu 1930 prezydent Pragi Vladislav Novak zezwolił na powstanie cmentarza przy drodze do Hostivic, teren wybrano we wrześniu tego samego roku. Dwa lata później zwrócono się do architekta J. Hakla, aby dostosował oczekiwania komitetu budowy do realnych możliwości na wyznaczonym obszarze. Przygotowania i budowa trwały sześć lat, otwarcie do pochówków nastąpiło w 1938. Powstał wówczas cmentarz o powierzchni 0,25 ha, a w jego północno-zachodniej części wybudowano kaplicę cmentarną. W latach 1940–1941 przeprowadzono prace związane z odwodnieniem gruntu. Obecnie jest to jeden z najmniejszych cmentarzy w granicach administracyjnych Pragi, znajduje się tutaj ok. 40 grobów.